# کوهسین
کوهسین یک کمپلکس پروتئینی است که جدا شدن کروماتیدهای خواهر را هنگام تقسیم سلولی، چه میتوز و چه میوز تنظیم می‌کند.